# Drepanophora lateralis
Drepanophora lateralis är en mossdjursart som först beskrevs av William MacGillivray 1895.  Drepanophora lateralis ingår i släktet Drepanophora och familjen Lepraliellidae. Inga underarter finns listade i Catalogue of Life.